# نرم‌افزار سیستم

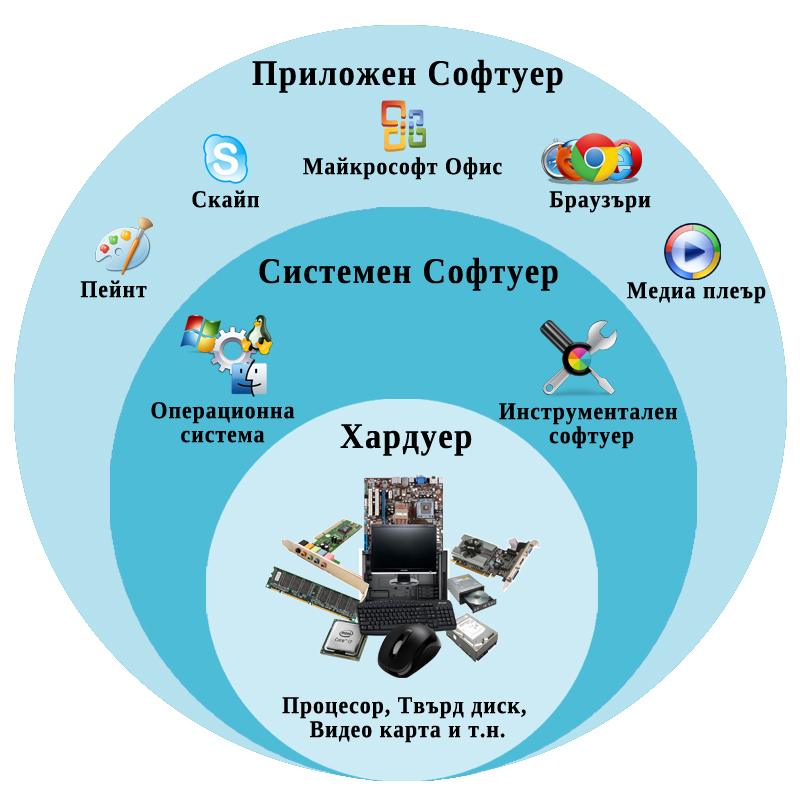
الگوریتم نرم افزار

نرم‌افزار سیستم (به انگلیسی: System software) به نرم‌افزاری در رایانه گفته می‌شود که به کارکرد سیستم رایانه یا کاربردهای سطح پایین (یا Low Level) رایانه مربوط باشد. این نرم‌افزارها به ساختار فیزیکی سخت‌افزار رایانه وابسته هستند و در نوشتن آن‌ها از زبان‌های سطح پائین مانند زبان اسمبلی استفاده می‌شود. سیستم‌عامل، پوسته ها، درایور ها، میان‌ افزار ها، سیستم های پنجره بندی، موتورهای بازی سازی و نرم افزارهای سودمند از نرم‌افزارهای سیستم هستند. از جمله زبان‌هایی که برای نگارش نرم‌افزارهای سیستمی استفاده می‌شود، زبان برنامه‌نویسی C می‌باشد. کار کردن با سی برای برنامه نویسان راحت‌تر است و آنان این زبان را به اسمبلی ترجیح می‌دهند. اگر برای نگارش نرم‌افزار سیستمی مشکل محدودیت فضای سخت‌افزاری داشته باشیم بهتر است با زبان اسمبلی کار کنیم که حجم آن پایین‌تر است. نرم‌افزارهای سیستمی به سخت‌افزار وابسته‌اند.
در برابر نرم‌افزار سیستم، نرم‌افزار کاربردی قرار دارد که برای کاربردهای سطح بالا و غیر سیستمی رایانه است و معمولاً به زبان‌های سطح بالا نوشته می‌شود که از جزئیات سخت‌افزاری سیستم مستقل است.